# Degredo
Degredo es una localidad caboverdiana del municipio de São Salvador do Mundo.

## Geografía
La localidad está situada en la isla Santiago.

## Organización territorial
La localidad abarca los lugares y barrios de:
- Campanária
- Covão de Almeida
- Cruz de Morro
- Cutelo
- Degredo
- Degredu Baxu
- Djéu
- Papaia Trás